# Asociația Sportivă City'us Târgu Mureș
L'Asociația Sportivă City'us Târgu Mureș, meglio conosciuta come City'us è stata una squadra di calcio a 5 romena con sede a Târgu Mureș.

## Storia
Fondata nel 2004 da Imola Kiss, due anni più tardi ha assorbito la Cosmos Pitesti. Dalla stagione 2007-2008 il City'us ha disputato la Liga 1, vincendone sei edizioni tra il 2010 e il 2016. La società è stata sciolta al termine della stagione 2017-18 a causa di difficoltà economiche.

## Rosa 2010-2011
| N. |                    | Ruolo | Calciatore          |
| -- | ------------------ | ----- | ------------------- |
| 21 | Brasile (bandiera) | P     | Carlão              |
| 26 | Romania (bandiera) | A     | Cosmin Gherman      |
| 6  | Romania (bandiera) | D     | Florin Ignat        |
| 76 | Romania (bandiera) | P     | László Klein        |
| 17 | Romania (bandiera) | A     | Robert Lupu         |
| ?  | Romania (bandiera) | A     | Cristian Matei      |
| 2  | Romania (bandiera) | A     | Florin Matei        |
| 10 | Romania (bandiera) | A     | Dumitru Stoica      |
| 9  | Romania (bandiera) | G     | Gabriel Molomfalean |

| N. |                       | Ruolo | Calciatore                 |
| -- | --------------------- | ----- | -------------------------- |
| 8  | Romania (bandiera)    | D     | Lucian Nicusan             |
| 4  | Portogallo (bandiera) | A     | Nuninho                    |
| 7  | Brasile (bandiera)    | D     | Paulinho Garibaldi         |
| 13 | Brasile (bandiera)    | A     | Philipe Prado              |
| 7  | Romania (bandiera)    | A     | Razvan Radu                |
| 8  | Brasile (bandiera)    | A     | Rodrigo Teixeira Domingues |
| 9  | Romania (bandiera)    | A     | Lászlo Szőcs               |
| 17 | Romania (bandiera)    | G     | Roberto Torok              |
| 18 | Romania (bandiera)    | G     | Cristian Velcherean        |

## Palmarès
- Campionati romeni: 6
2009-10, 2010-11, 2011-12, 2012-13, 2014-15, 2015-16
- Coppa di Romania: 7
2007-08, 2008-09, 2009-10, 2010-11, 2011-12, 2012-13, 2013-14
- Supercoppa di Romania: 1
2010